# シャルロット・ダラゴン
シャルロット・ダラゴン＝ナプル（Charlotte d'Aragon-Naples, 1479/80年 - 1506年）は、ナポリ王国の王女で、フランスで生涯を送った。

## 生涯
ナポリ王フェデリーコ1世と最初の妻でサヴォイア公アメデーオ9世の娘であるアンナの間の一人娘。誕生と同時に母を亡くすと、母の祖父がフランス王シャルル7世だった縁でフランス宮廷で養育された。1499年、従姉のサヴォイア公夫人ヨランダの死に伴い、名目上のエルサレム王位請求権を受け継いだ。
成長すると多くの求婚者が現れ、その中にはヴァランティノワ公チェーザレ・ボルジアもいたが、いずれも拒絶した。1500年6月10日、ブルターニュ公国の大領主の1人ラヴァル伯ギー16世と結婚した。シャルロットは夫との間に3人の子を産んだ後、早世した。
1501年、父フェデリーコ1世は同族のアラゴン王フェルナンド2世にナポリ王位を奪われ、亡命先のフランスで死去した。その息子で後継者のカラブリア公フェルディナンドが1550年に死去した後、次女アンヌの子孫はカラブリアが主張しなかったものの潜在的に有していたはずのナポリ王位（及びエルサレム王位）請求権を引き継いだと主張し、ナポリ王位継承者が帯びるターラント公の称号を名乗った。

## 子孫
彼女の子孫は以下の通り。
- フランソワ[1]（1503年 - 1522年） - ビコッカの戦い（英語版）で戦死
- カトリーヌ[1]（1504年 - 1526年） - アルクール伯クロード・ド・リウーと結婚
  - ギヨンヌ（フランス語版）（1524年 - 1567年） - ラヴァル女伯
  - クローディーヌ（生没年不詳） - ダンデロ卿フランソワ・ド・コリニーと結婚
    - ギー19世・ド・ラヴァル（フランス語版）（1555年 - 1586年） - ラヴァル伯
      - ギー20世・ド・ラヴァル（フランス語版）（1585年 - 1605年） - ラヴァル伯
- アンヌ[1]（1505年 - 1554年） - トゥアール子爵フランソワ・ド・ラ・トレモイユと結婚→ラ・トレモイユ家

## 引用・脚注
1. 1 2 3 4 5  Walsby 2007, p. 185.
2. ↑  "Kingdom of Naples". Encyclopædia Britannica Eleventh Edition. 1911.
3. 1 2  Père Anselme (1967) [1728]. “Des Pairs de France - Thouars: Généalogie de la Maison de La Tremoille” (French). Histoire Genealogique et Chronologique de la Maison Royale de France, des Pairs, Grands Officiers de la Couronne. Paris: Compagnie des Libraires. pp. 169